# Boskeun
Boskeun is een Belgisch bier.
Het bier wordt gebrouwen door De Dolle Brouwers te Esen (een deelgemeente van Diksmuide).

## Achtergrond
De naam van het bier komt van het West-Vlaamse dialectwoord “keun”, dat konijn betekent.  Een van de oorspronkelijke brouwers was slaags geraakt met zijn broer en werd gewond aan de bovenlip. Deze hazelip bezorgde hem de bijnaam “keun”, later verlengd tot “boskeun”.

## Het bier
Boskeun is een amberkleurig paasbier van hoge gisting met een alcoholpercentage van 10,5%. Het wordt gebrouwen voor Pasen en kan enkel bekomen worden door het 2 maanden voor Pasen telefonisch te reserveren en 14 dagen voor Pasen af te halen bij de brouwerij.